# 山田卓司 (プロモデラー)
山田 卓司（やまだ たくじ、1959年9月18日 - ）、は日本のモデラー。静岡県浜松市出身。

## 経歴
高校を卒業後に上京し、日本工学院専門学校に進学。同時に月刊ホビージャパンのライターを務めた。専門学校卒業後は、大手の模型製作会社に就職。28歳で浜松に戻り、モデラーとして独立した。
プロデビュー以前より、タミヤ模型の主催する「人形改造コンテスト」に入選。TVチャンピオンプロモデラー選手権（よく名前が変わる）で5回優勝し、「情景王」と呼ばれた。世界的な模型コンテストユーロミリテールの1995年クラス15（情景部門）で金賞。2006年には、浜松市美術館にて個展を開催した。
TVチャンピオン　プロモデラー選手権での知名度から、他の選手権に審査員を務める。番組内で制作された作品の一部はポストホビー厚木店に常設展示されている。

## 作風
ガンプラから特撮もの、ミリタリーモデルまでさまざまなジャンルに取り組むが、活動の中心はジオラマで、いわゆる昭和ブーム以前から昭和の情景を映し出した作品を多く手がける。TVチャンピオンでの優勝作品も「引越しのおもいで」や「終戦のおもいで」といった昭和ノスタルジーを演出。「昭和の音」シリーズは監修をした。

## 作品集

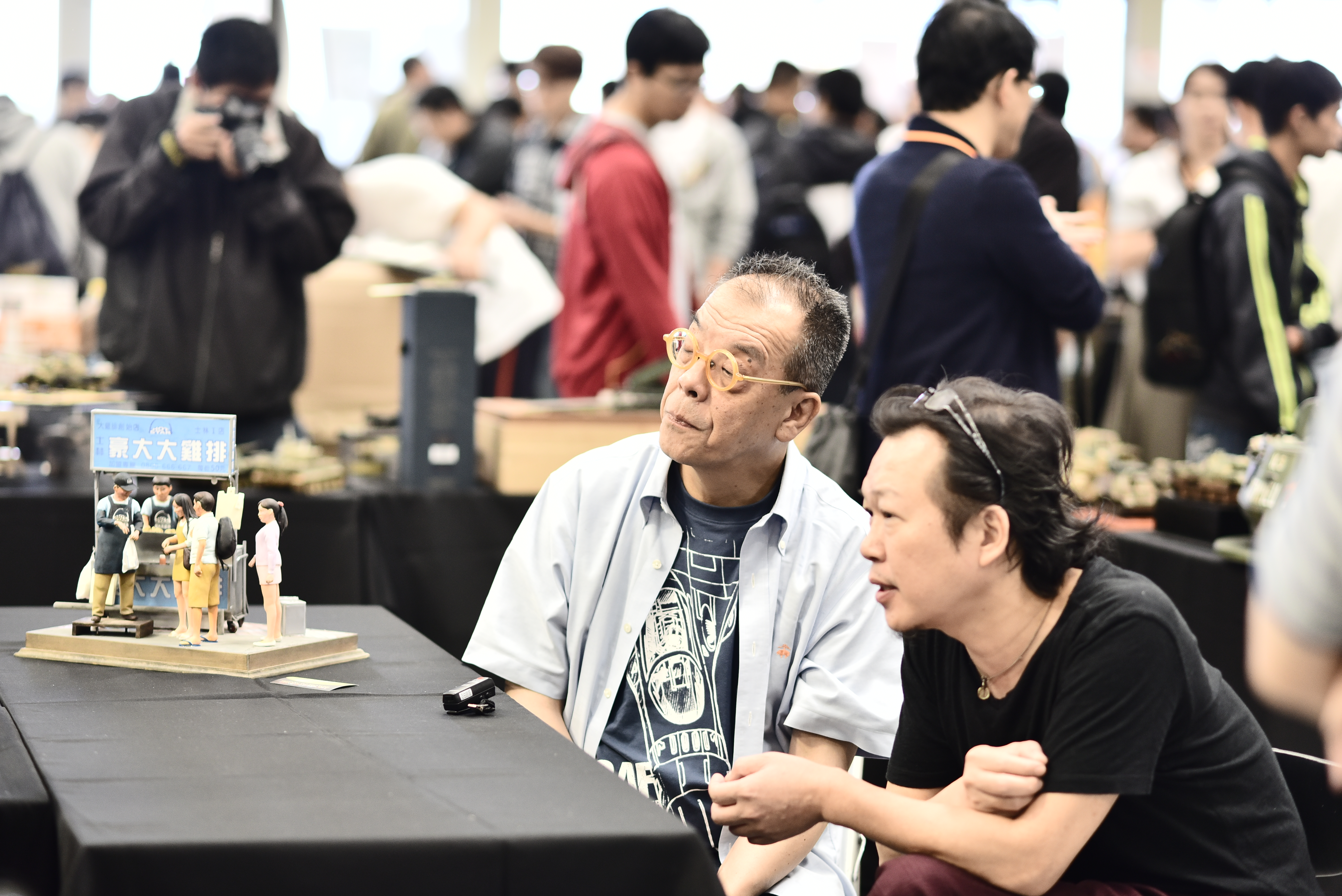
第5回開拓模型祭 山田卓司と鄭鴻展

ホビージャパン等、複数の模型雑誌に寄稿しているほか、次の作品集が存在する。
- 情景王—山田卓司作品集 （ホビージャパン刊）
- 情景王 The diorama King! （エクシング刊 Windows, Mac Hybrid CD-ROM)
- LABOR in Action TAKUJI YAMADA DIORAMA WORLD （バンダイ刊）